# Ann Northrop
Ann Northrop (Hartford, 1948) es una periodista y activista, y copresentadora del programa de noticias de televisión Gay USA.

## Biografía
Northrop nació en Hartford, Connecticut. Su padre de era ejecutivo de United Airlines y la familia se mudaba con frecuencia, por lo que pasó la mayor parte de su juventud en las áreas circundantes a Hartford, Washington D. C., Boston, Denver y Chicago. Northrop describe la casa de su infancia como "muy republicana".
Cuando Northrop dejó su casa para asistir a la universidad en 1966, consideró que había sido educada desde un punto de vista conservador. La universidad resultó transformadora para Northrop, quien dijo: "Soy una de esos conversas muy peligrosas, alguien que descubrió un punto de vista radical e izquierdista al final de mi adolescencia y, en cierto modo, recorrió ese camino, ideológicamente, desde entonces". Northrop se graduó en el Vassar College en 1970, donde jugó un papel decisivo para que Gloria Steinem fuera la oradora de graduación,  durante la cual Steinem citó al cofundador del Partido Pantera Negra, Huey Newton.

## Carrera
Después de la universidad, Northrop trabajó para el National Journal en Washington D. C.. Informó sobre todas las ramas del gobierno federal, incluidas la Casa Blanca, el Congreso estadounidense y la Corte Suprema. Después de un año y medio, Northrop se mudó a la ciudad de Nueva York donde trabajó para WCBS-TV en un programa llamado Woman.
Después de que Woman terminó, Northrop trabajó en las operaciones de WCBS-TV, fue asistente de producción independiente para ABC Sports, escribió para una columna de un periódico distribuido a nivel nacional, así como para Ms. y otras publicaciones como Ladies' Home Journal. Northrop actuó como funcionaria de Nueva York en un estudio de miles de parejas heterosexuales y homosexuales realizado por los doctores Pepper Schwartz y Philip Blumstein titulado "Parejas estadounidenses: dinero-trabajo-sexo" (American Couples: Money-Work-Sex).
Northrop volvió a la producción televisiva regular en 1981 como escritora y productora de Good Morning America de ABC. Luego fue reclutada por George Merlis para CBS News en 1982. Durante cinco años, Northrop fue productora de CBS Morning News, planificando, coordinando y ejecutando el programa diariamente. Trabajó con los presentadores del programa, incluidos Diane Sawyer, Bill Kurtis, Forrest Sawyer, Maria Shriver, Phyllis George, Charlie Rose y Meredith Vieira.
En 1987, Northrop renunció a su puesto en CBS en busca de un cambio. Eligió convertirse en educadora sobre el VIH/sida y la homosexualidad en el Instituto Hetrick-Martin para Jóvenes Gays y Lesbianas de la ciudad de Nueva York, donde trabajó para ellos durante cuatro años.
En 1992, Northrop fue la única persona abiertamente lesbiana en la delegación de Nueva York a la Convención Nacional Demócrata. Fue miembro de la junta directiva de los Gay Games durante cuatro años. Forma parte de la junta de asesores del Instituto de Estudios Estratégicos de Gays y Lesbianas, un grupo de expertos gay que ayudó a fundar. Northrop también ayudó a fundar la Asociación de Exalumnas Gays y Lesbianas de Vassar College.
Northrop fue columnista de QW, una revista gay de corta duración de Nueva York, y de LGNY, un periódico gay neoyorquino, desde 1994 hasta 1998. Northrop también apareció regularmente en Dyke TV, un programa de televisión de transmisión nacional dedicado a noticias, arte y cultura desde una perspectiva lésbica, en una sección de comentarios políticos llamada Ann Northrop Mouths Off, que apareció por primera vez en el programa en junio de 1993.
En 1996, Northrop se convirtió en copresentadora del programa de noticias de televisión Gay USA. Ella y su compañero presentador Andy Humm presentan noticias "...dedicadas a una cobertura en profundidad de cuestiones de homosexuales, lesbianas, bisexuales y transgénero" a nivel local, nacional e internacional.

## Activismo
Northrop fue una manifestante contra la guerra de Vietnam y se involucró con el movimiento feminista en desarrollo a finales de los años 1960 y principios de los 1970.
Cuando Northrop se convirtió en educadora sobre el SIDA y la homosexualidad, "... se dio cuenta de que los temas eran los mismos que la habían involucrado como activista contra la guerra de Vietnam y para el movimiento feminista". En febrero de 1988, Northrop se unió a ACT UP en Nueva York. Fue arrestada aproximadamente dos docenas de veces por desobediencia civil mientras participaba en las manifestaciones de acción directa del grupo.
En diciembre de 1989, Northrop participó en la protesta "Stop the Church" de ACT UP en la Catedral de San Patricio en Nueva York recostándose en el pasillo central. Durante la acción, más de 4.500 activistas interrumpieron la misa dominical para protestar por la oposición de la Iglesia católica a la prevención del SIDA, como la distribución de condones y la educación sexual. El documental Cómo sobrevivir a una plaga muestra parte de esta acción. Ella, junto con otros 110 manifestantes, fue arrestada. Posteriormente, Northrop fue declarada culpable de cuatro delitos menores. Describió su estancia en la catedral en el podcast LGBTQ&amp;A y dijo: "Resultó que fui la última persona llevada a cabo y, para ese momento, todo se había calmado y estaba en silencio. Así que comencé a decir, y sonó en toda la catedral: 'Nosotros también estamos luchando por sus vidas. También estamos luchando por sus vidas', lo cual esperaba que fuera efectivo. Quizás si, quizás no... Me gusta decir que llegué a casa para ver la segunda mitad del partido entre los Giants y Broncos".
Northrop también capacitó a otros activistas sobre cómo interactuar con los medios de comunicación y los periodistas.

## Vida personal
Northrop salió del armario como lesbiana cuando tenía unos 28 años, trabajaba para la revista Ms. y conoció a una mujer de la que se enamoró, Lynda. Northrop y Lynda estuvieron juntas durante 17 años y criaron a los dos hijos de Lynda de un matrimonio anterior.